# Паттило, Боб
Боб Паттило (англ. Bob Pattillo) — американский предприниматель, магнат в сфере недвижимости, основатель венчурного фонда «Gray Ghost Ventures», ориентированного на прямые социальных инвестиции.

## Карьера
Паттило также является основателем «Gray Matters Capital», «First Light Ventures», «Sanabel», «GMC Ratings», «GGMF», «Village Capital» и сооснователем «Bellwether Fund», «ASA Intl», «ISFC» и «IDEX». «Gray Matters Capital» занимается социальным инвестирование, активно вкладывая капитал в стабильные, воспроизводимые бизнес-модели, которые приносят пользу социально-незащищенным группам населения, в развивающихся странах. Миссия GMC — образование для 100 миллионов женщин к 2036 году.
Паттило был советником у многих глобальных инвесторов и фондов, в том числе Case (AOL), Пьера Омидьяра (eBay), Goldman Sachs, TONIIC и JP Morgan. Его фонды участвовали в продажах RentBureau/Experian, Movirtu/BlackBerry Limited, Cell Bazaar/Telenor. Он начал работать в сфере микрофинансирования в 1998 году, но 2003 году продал 5-летний бизнес, чтобы сосредоточиться исключительно на инвестициях воздействия и развития предпринимательства.
В 2003 году Паттило основал фонд «Gray Ghost Ventures»
. «Gray Ghost Ventures» осуществляет инвестиции по всему миру, однако в первую очередь она вкладывает капитал в организации, работающие в развивающихся странах. К 2011 году фонд выдал 68 млн долларов США микрофинансовым организациям по всему миру. На 2014 год «Gray Ghost Ventures» имеет более $ 200 млн под управлением.
С 2006 года Паттило начал вкладывать капитал в социальные предприятия через свой фонд «Gray Matters Capital», и в 2008 он запустил Gray Ghost DOEN Social Ventures Coöperatief, в сотрудничестве с Фондом DOEN. Паттило также участвовал в создании некоммерческой организации «Global Impact Investing Network» (рус. глобальная сеть инвестиций воздействия).
В 2011 году Forbes включил Боба Паттило в список Impact 30 наиболее значимых социальных предпринимателей за деятельность Gray Ghost Ventures.